# サン・フレア
株式会社サン・フレア（英文名称SunFlare Co., Ltd.）は、産業科学技術翻訳、ビジネス翻訳、特許翻訳、自然言語処理サービス、ソフトウェアローカリゼーション、翻訳者養成（サン・フレア アカデミー）を行う企業。

## 事業

### 翻訳事業
産業科学技術翻訳からビジネス翻訳、特許翻訳まで、さまざまなジャンルの翻訳サービスに50年以上の実績を持つ。
- 情報通信・IT
- 特許
- ビジネス
- 科学技術
- 半導体
- 自動車
- 医薬・医療
- 金融・経済
- 契約書・法令
- 多言語 WEB サイトソリューション
- 自然言語処理